# کلمنسان
کلمنسان (به فرانسوی: Clamensane) یک کمون (فرانسه) در فرانسه است که در canton of La Motte-du-Caire واقع شده‌است. کلمنسان ۲۳٫۷۳ کیلومتر مربع مساحت دارد ۷۰۰ متر بالاتر از سطح دریا واقع شده‌است.